# Fred Richard
Frederick Nathaniel Richard (* 23. April 2004 in Boston) ist ein US-amerikanischer Geräteturner. Er ist mehrfacher NCAA-Meister und gewann die Bronzemedaille im Mehrkampf bei den Weltmeisterschaften 2023. Als Mitglied der US-amerikanischen Nationalmannschaft gewann er mit dieser die Bronzemedaille bei den Weltmeisterschaften 2023 und den Olympischen Spielen 2024.

## Karriere
Als Jugendlicher nahm Fred Richard an mehreren Nationalen Meisterschaften teil und wurde 2021 Juniorenmeister im Mehrkampf. Im gleichen Jahr gewann er bei den Panamerikanischen Jugendturnmeisterschaften die Goldmedaille im Mehrkampf und mit der Mannschaft. Außerdem holte er Silber im Bodenturnen und Bronze an den Ringen.
2022 gewann er bei den Panamerikanischen Turnmeisterschaften erneut Gold im Mehrkampf und mit der Mannschaft. Auch gewann er Gold am Boden, den Ringen und am Sprung. Am Barren gewann er die Silbermedaille und auf dem Pauschenpferd sicherte er sich Bronze. Bei den Nationalen Meisterschaften wurde er Vierter im Mehrkampf, Dritter am Boden und Zweiter am Reck, woraufhin er in die Nationalmannschaft aufgenommen wurde.
Im Jahr 2023 erreichte Fred Richard bei den NCAA-Meisterschaften im Mehrkampf, am Barren und am Reck den ersten Platz, sowie einen zweiten Platz im Bodenturnen. Mit seiner College-Mannschaft wurde er Zweiter im Mannschaftswettbewerb. Bei den darauffolgenden Weltmeisterschaften gewann er mit der Mannschaft und im Mehrkampf eine Bronzemedaille. Dadurch wurde Richard zum jüngsten US-amerikanischen Turner, der jemals eine Medaille bei den Weltmeisterschaften gewonnen hat, sowie der erste US-amerikanische Medaillengewinner im Mehrkampf seit 2010.
Bei den NCAA-Meisterschaften 2024 wurde Richard im Mehrkampf und an den Ringen Zweiter. Im Juni nahm er an den U.S. Olympic Trials teil und wurde aufgrund seiner ersten Plätze im Mehrkampf (170,500) und am Reck (28,850), sowie einem zweiten Platz am Barren (29,850) direkt für das US-amerikanische Olympiateam ausgewählt. Bei den Olympischen Spielen in Paris gewann er mit Stephen Nedoroscik, Brody Malone, Asher Hong und Paul Juda die Bronzemedaille im Mannschaftswettbewerb.
Im Mehrkampf qualifizierte er sich als Zehnter für das Finale, welches er mit einer Punktzahl von 82,666 auf dem 15. Platz beendete.